# Torii Tadateru
Torii Tadateru est un nom japonais traditionnel ; le nom de famille (ou le nom d'école), Torii, précède donc le prénom (ou le nom d'artiste).
Torii Tadateru (鳥居 忠英, 1665 - 12 mai 1716) est un daimyo du début de l'époque d'Edo de l'histoire du Japon, à la tête des domaines japonais de Shimomura, Minakuchi et Mibu.

## Source de la traduction
- (en) Cet article est partiellement ou en totalité issu de l’article de Wikipédia en anglais intitulé « Torii Tadateru » (voir la liste des auteurs).